# Аполлон («Союз — Аполлон»)
«Аполло́н» (англ. Apollo) — американский трёхместный пилотируемый космический корабль серии «Аполлон», совершивший первый международный космический полёт со стыковкой с советским космическим кораблём «Союз-19». Запуск (NSSDC ID 1975-066A) был осуществлён 15 июля 1975 года в рамках проекта совместного экспериментального полёта «Союз — Аполлон» (ЭПАС, ASTP). Пятнадцатый пилотируемый полёт в серии «Аполлон». Для полёта использовалась специальная модификация околоземной версии (без лунного модуля) корабля серии «Аполлон» с разработанным стыковочно-шлюзовым переходным отсеком с андрогинно-периферийным стыковочным узлом АПАС-75, которые в других полётах не использовались ни до, ни после.
С окончанием полёта корабля 24 июля 1975 года завершилась также и программа «Аполлон», и в течение почти шести лет, до первого полёта «Шаттла» 12 апреля 1981 года, Советский Союз обладал монополией на пилотируемые полёты в космос.

## Экипаж
- Томас Стаффорд — командир, 4-й полёт
- Вэнс Бранд — пилот командного модуля, 1-й полёт
- Дональд Слейтон — пилот стыковочного модуля, 1-й полёт

- Томас Стаффорд
- Вэнс Бранд
- Дональд Слейтон

### Дублирующий экипаж
- Алан Бин — командир, 3-й полёт
- Роналд Эванс — пилот командного модуля, 2-й полёт
- Джек Лаусма — пилот стыковочного модуля, 2-й полёт

### Резервный экипаж
Кэрол Бобко, Роберт Криппен, Роберт Овермайер, Ричард Трули

## Подготовка
Астронавты прошли совместные тренировки с экипажем «Союз-19» на тренажёрах КК в Центре подготовки космонавтов им. Ю. А. Гагарина (СССР) и в Центре пилотируемых полётов им. Л. Джонсона (США).

## Описание полёта
| Дата       | Время (UT) | Пояснение                                                                           |
| 15.07.1975 | 12:20:00   | старт корабля «Союз-19» (экипаж: Леонов, Кубасов)                                   |
| 15.07.1975 | 19:50:01   | старт корабля «Аполлон» (экипаж: Стаффорд, Бранд, Слейтон)                          |
| 17.07.1975 | 16:09:09   | стыковка                                                                            |
| 19.07.1975 | 12:03:20   | отстыковка; корабли находились в состыкованном состоянии в совокупности 46 ч 47 мин |
| 19.07.1975 | 12:33:39   | стыковка                                                                            |
| 19.07.1975 | 15:26:12   | отстыковка                                                                          |
| 21.07.1975 | 10:10:21   | тормозной импульс «Союза-19»                                                        |
| 21.07.1975 | 10:50:51   | посадка «Союза-19»                                                                  |
| 24.07.1975 | 00:00:00   | посадка «Аполлона»                                                                  |

## Фотогалерея
- Нашивка на костюме экипажа